# Hugo-díjas novellák
A Hugo-díjas és a díjra jelölt novellák listája. A díjat 1955-ben ítélték oda először.

## Győztesek és jelöltek
| Év   | Győztes | További jelöltek |
| ---- | --- | --- |
| 2023 | Rabbit Test, írta: Samantha Mills | - D.I.Y., írta: John Wiswell - On the Razor's Edge, írta: Jiang Bo - Resurrection, írta: Ren Qing - Zhurong on Mars, írta: Regina Kanyu Wang |
| 2022 | Where Oaken Hearts Do Gather, írta: Sarah Pinkser | - Mr. Death írta: Alix E. Harrow - Proof by Induction írta: José Pablo Iriarte - The Sin of America írta: Catherynne M. Valente - Tangles írta: Seanan McGuire - Unknown Number írta: Blue Neustifter |
| 2021 | Metal Like Blood in the Dark, írta: Ursula Vernon (T. Kingfisher néven)                                                                                                  | - Badass Moms in the Zombie Apocalypse írta: Rae Carson - A Guide for Working Breeds írta: Vina Jie-Min Prasad - Little Free Library írta: Naomi Kritzer - The Mermaid Astronaut írta: Yoon Ha Lee - Open House on Haunted Hill írta: John Wiswell |
| 2020 | As the Last I May Know, írta: S. L. Huang | - And Now His Lordship Is Laughing írta: Shiv Ramdas - Blood Is Another Word for Hunger írta: Rivers Solomon - A Catalog of Storms írta: Fran Wilde - Do Not Look Back, My Lion írta: Alix E. Harrow - Ten Excerpts from an Annotated Bibliography on the Cannibal Women of Ratnabar Island írta: Nibedita Sen |
| 2019 | A Witch's Guide to Escape: A Practical Compendium of Portal Fantasies, írta: Alix E. Harrow                                                                              | - The Tale of the Three Beautiful Raptor Sisters, and the Prince Who Was Made of Meat írta: Brooke Bolander - The Secret Lives of the Nine Negro Teeth of George Washington írta: P. Djèlí Clark - STET írta: Sarah Gailey - The Rose MacGregor Drinking and Admiration Society írta: Ursula Vernon (as T. Kingfisher) - The Court Magician írta: Sarah Pinsker                                                                                    |
| 2018 | Welcome to Your Authentic Indian Experience™, írta: Rebecca Roanhorse | - Carnival Nine írta: Caroline M. Yoachim - Clearly Lettered in a Mostly Steady Hand írta: Fran Wilde - Fandom for Robots írta: Vina Jie-Min Prasad - The Martian Obelisk írta: Linda Nagata - Sun, Moon, Dust írta: Ursula Vernon |
| 2017 | Seasons of Glass and Iron, írta: Amal El-Mohtar | - The City Born Great írta: N. K. Jemisin - A Fist of Permutations in Lightning and Wildflowers írta: Alyssa Wong - Our Talons Can Crush Galaxies írta: Brooke Bolander - That Game We Played During the War írta: Carrie Vaughn - An Unimaginable Light írta: John C. Wright |
| 2016 | Cat Pictures Please, írta: Naomi Kritzer | - Asymmetrical Warfare írta: S. R. Algernon - If You Were an Award, My Love írta: Juan Tabo - Our Talons Can Crush Galaxies írta: S. Harris - Seven Kill Tiger írta: Charles Shao - Space Raptor Butt Invasion írta: Chuck Tingle |
| 2015 | nem osztottak ki díjat | - On a Spiritual Plain írta: Lou Antonelli - A Single Samurai írta: Steven Diamond - Totaled írta: Kary English - Turncoat írta: Steve Rzasa - The Parliament of Beasts and Birds írta: John C. Wright |
| 2014 | The Water That Falls on You from Nowhere, írta: John Chu | - If You Were a Dinosaur, My Love írta: Rachel Swirsky - The Ink Readers of Doi Saket írta: Thomas Olde Heuvelt - Selkie Stories Are for Losers írta: Sofia Samatar |
| 2013 | Mono no Aware, írta: Ken Liu | - Immersion, írta: Aliette de Bodard - Mantis Wives, Kij Johnson |
| 2012 | Paper Menagerie (A papírsereglet), írta: Ken Liu | - Cartographer Wasps and the Anarchist Bees, írta E. Lily Yu - Homecoming, írta: Mike Resnick - Movement, írta: Nancy Fulda - Shadow War of the Night Dragons: Book One: The Dead City: Prologue, írta: John Scalzi |
| 2011 | For Want of a Nail, írta: Mary Robinette Kowal | - Amaryllis, írta: Carrie Vaughn - Ponies, írta: Kij Johnson - The Things, írta: Peter Watts |
| 2010 | Bridesicle (Házasság a halál után) írta: Will McIntosh | - The Bride of Frankenstein írta: Mike Resnick - The Moment írta: Lawrence M. Schoen - Non-Zero Probabilities (Valószínűtlenül biztos) írta: N. K. Jemisin - Spar (Árbóc) írta: Kij Johnson |
| 2009 | Exhalation (Kilégzés) írta: Ted Chiang | - 26 Monkeys, Also the Abyss (26 majom, no meg a pokol) írta: Kij Johnson - Articles of Faith (Hittétel) írta: Mike Resnick - Evil Robot Monkey (A gonosz robotmajom) írta: Mary Robinette Kowal - From Babel's Fall'n Glory We Fled írta: Michael Swanwick |
| 2008 | Tideline (A tenger határán) írta: Elizabeth Bear | - Last Contact (Az utolsó kapcsolatfelvétel) írta: Stephen Baxter - Who's Afraid of Wolf 359? (Óvakodj a vörös törpétől!) írta: Ken MacLeod - Distant Replay (Újrajátszva) írta: Mike Resnick - A Small Room in Koboldtown (Kis szoba Koboldvárosban) írta: Michael Swanwick |
| 2007 | Impossible Dreams (Képtelen álmok) írta: Tim Pratt | - Eight Episodes írta: Robert Reed - The House Beyond Your Sky írta: Benjamin Rosenbaum - How to Talk to Girls at Parties (Hogyan beszélgessünk lányokkal egy házibulin?) írta: Neil Gaiman - Kin (Rokon lelkek) írta: Bruce McAllister |
| 2006 | Tk'tk'tk (Tk'tk'tk) írta: David D. Levine | - Seventy-Five Years írta: Michael A. Burstein - The Clockwork Atom Bomb írta: Dominic Green - Singing My Sister Down írta: Margo Lanagan - Down Memory Lane írta: Mike Resnick |
| 2005 | Travels with My Cats (Utazások a cicáimmal) írta: Mike Resnick | - Decisions (Döntések) írta: Michael A. Burstein - The Best Christmas Ever (A legszebb karácsony) írta: James Patrick Kelly - A Princess of Earth (A Föld hercegnője) írta: Mike Resnick - Shed Skin (Levedlett bőr) írta: Robert J. Sawyer |
| 2004 | A Study in Emerald (Smaragdzöld tanulmány) írta: Neil Gaiman | - Paying It Forward írta: Michael A. Burstein - Four Short Novels (Négy rövid regény) írta: Joe Haldeman - The Tale of the Golden Eagle írta: David D. Levine - Robots Don't Cry írta: Mike Resnick |
| 2003 | Falling Onto Mars (Zuhanás a Marsra) írta: Geoffrey A. Landis | - Creation írta: Jeffrey Ford - Lambing Season írta: Molly Gloss - 'Hello,' Said the Stick írta: Michael Swanwick - The Little Cat Laughed to See Such Sport (Keresd a macskát!) írta: Michael Swanwick |
| 2002 | The Dog Said Bow-Wow (Vau-vau, mondta a kutya) írta: Michael Swanwick | - The Ghost Pit írta: Stephen Baxter - Spaceships írta: Michael A. Burstein - The Bones of the Earth (A Föld csontjai) írta: Ursula K. Le Guin - Old MacDonald Had a Farm (Vén MacDonald és a farm) írta: Mike Resnick |
| 2001 | Different Kinds of Darkness írta: David Langford | - The Gravity Mine (Gravitációs kút) írta: Stephen Baxter - Kaddish for the Last Survivor írta: Michael A. Burstein - The Elephants on Neptune írta: Mike Resnick - Moon Dogs írta: Michael Swanwick |
| 2000 | Scherzo with Tyrannosaur (Scherzo Tyrannosaurusszal) írta: Michael Swanwick                                                                                              | - macs írta: Terry Bisson - Sarajevo írta: Nicholas A. DiChario - Hothouse Flowers írta: Mike Resnick - Ancient Engines írta: Michael Swanwick |
| 1999 | The Very Pulse of the Machine írta: Michael Swanwick | - Cosmic Corkscrew írta: Michael A. Burstein - Whiptail írta: Robert Reed - Maneki Neko írta: Bruce Sterling - Radiant Doors írta: Michael Swanwick - Wild Minds írta: Michael Swanwick |
| 1998 | The 43 Antarean Dynasties írta: Mike Resnick | - Beluthahatchie írta: Andy Duncan - Standing Room Only (Minden jegy elkelt) írta: Karen Joy Fowler - Itsy Bitsy Spider írta: James Patrick Kelly - The Hand You're Dealt írta: Robert J. Sawyer - No Planets Strike írta: Gene Wolfe |
| 1997 | The Soul Selects Her Own Society: Invasion and Repulsion: A Chronological Reinterpretation of Two of Emily Dickinson's Poems: A Wellsian Perspective írta: Connie Willis | - Gone írta: John Crowley - Decency írta: Robert Reed - The Dead (Holtak) írta: Michael Swanwick - Un-Birthday Boy írta: James White |
| 1996 | The Lincoln Train írta: Maureen F. McHugh | - TeleAbsence írta: Michael A. Burstein - Life on the Moon írta: Tony Daniel - A Birthday írta: Esther M. Friesner - Walking Out írta: Michael Swanwick |
| 1995 | None So Blind írta: Joe Haldeman | - Mrs. Lincoln's China írta: M. Shayne Bell - Dead Man's Curve írta: Terry Bisson - Understanding Entropy írta: Barry N. Malzberg - Barnaby in Exile írta: Mike Resnick - I Know What You're Thinking írta: Kate Wilhelm |
| 1994 | Death on the Nile írta: Connie Willis | - England Underway írta: Terry Bisson - The Good Pup írta: Bridget McKenna - Mwalimu in the Squared Circle írta: Mike Resnick - The Story So Far írta: Martha Soukup |
| 1993 | Even the Queen írta: Connie Willis | - The Winterberry írta: Nicholas A. DiChario - The Mountain to Mohammed írta: Nancy Kress - The Lotus and the Spear írta: Mike Resnick - The Arbitrary Placement of Walls írta: Martha Soukup |
| 1992 | A Walk in the Sun (Séta a napsütésben) írta: Geoffrey A. Landis | - Press Ann (Nyomd le Annát) írta: Terry Bisson - Buffalo írta: John Kessel - One Perfect Morning, With Jackals írta: Mike Resnick - Winter Solstice írta: Mike Resnick - Dog's Life írta: Martha Soukup - In the Late Cretaceous (A késő krétakorban) írta: Connie Willis |
| 1991 | Bears Discover Fire (A medvék felfedezik a tüzet) írta: Terry Bisson | - The Utility Man írta: Robert Reed - Godspeed írta: Charles Sheffield - VRM-547 (VFM-547) írta: W. R. Thompson - Cibola írta: Connie Willis |
| 1990 | Boobs (Bögyös) írta: Suzy McKee Charnas | - Lost Boys (Elveszett fiúk) írta: Orson Scott Card - Computer Friendly írta: Eileen Gunn - The Return of William Proxmire (William Proxmire visszatér) írta: Larry Niven - Dori Bangs írta: Bruce Sterling - The Edge of the World (A világ peremén) írta: Michael Swanwick |
| 1989 | Kirinyaga írta: Mike Resnick | - The Giving Plague (Az adakozó pestis) írta: David Brin - Stable Strategies for Middle Management írta: Eileen Gunn - Ripples in the Dirac Sea írta: Geoffrey A. Landis - The Fort Moxie Branch írta: Jack McDevitt - Our Neural Chernobyl írta: Bruce Sterling |
| 1988 | Why I Left Harry's All-Night Hamburgers írta: Lawrence Watt-Evans | - Angel (Az Angyal) írta: Pat Cadigan - The Faithful Companion at Forty (Negyven évem hűséges társa) írta: Karen Joy Fowler - Cassandra's Photographs (Kasszandra fényképei) írta: Lisa Goldstein - Night of the Cooters írta: Howard Waldrop - Forever Yours, Anna írta: Kate Wilhelm |
| 1987 | Tangents írta: Greg Bear | - Robot Dreams (Robotálmok) írta: Isaac Asimov - Still Life írta: David S. Garnett - Rat írta: James Patrick Kelly - The Boy Who Plaited Manes (A fiú, aki sörényeket font) írta: Nancy Springer |
| 1986 | Fermi and Frost (Fermi és a fagy) írta: Frederik Pohl | - Snow írta: John Crowley - Dinner in Audoghast írta: Bruce Sterling - Flying Saucer Rock & Roll írta: Howard Waldrop - Hong's Bluff írta: William F. Wu |
| 1985 | The Crystal Spheres írta: David Brin | - The Aliens Who Knew, I Mean, Everything (A földönkívüliek, akik mindent, de mindent tudtak) írta: George Alec Effinger - Rory írta: Steven Gould - Symphony for a Lost Traveler írta: Lee Killough - Ridge Running írta: Kim Stanley Robinson - Salvador írta: Lucius Shepard |
| 1984 | Speech Sounds (Beszédhangok) írta: Octavia E. Butler | - The Peacemaker írta: Gardner Dozois - Servant of the People írta: Frederik Pohl - The Geometry of Narrative írta: Hilbert Schenck - Wong's Lost and Found Emporium írta: William F. Wu |
| 1983 | Melancholy Elephants írta: Spider Robinson | - Sur írta: Ursula K. Le Guin - Spider Rose írta: Bruce Sterling - The Boy Who Waterskied to Forever írta: James Tiptree, Jr. - Ike at the Mike írta: Howard Waldrop |
| 1982 | The Pusher (A tolóember) írta: John Varley | - The Quiet írta: George Guthridge - Absent Thee from Felicity Awhile írta: Somtow Sucharitkul - The Woman the Unicorn Loved írta: Gene Wolfe |
| 1981 | Grotto of the Dancing Deer írta: Clifford D. Simak | - Cold Hands írta: Jeff Duntemann - Guardian írta: Jeff Duntemann - Spidersong írta: Susan C. Petry - Our Lady of the Sauropods (A sárkánygyíkok nagyasszonya) írta: Robert Silverberg |
| 1980 | The Way of Cross and Dragon (A kereszt és a sárkány útja) írta: George R. R. Martin                                                                                      | - giANTS írta: Edward Bryant - Unaccompanied Sonata (Szonáta egy hangra) írta: Orson Scott Card - Can These Bones Live? írta: Ted Reynolds - Daisy, In the Sun (Daisy a napon) írta: Connie Willis |
| 1979 | Cassandra (Kasszandra) írta: C. J. Cherryh | - Stone írta: Edward Bryant - Count the Clock that Tells the Time írta: Harlan Ellison - View From a Height írta: Joan D. Vinge - The Very Slow Time Machine (A nagyon lassú időgép) írta: Ian Watson |
| 1978 | Jeffty Is Five írta: Harlan Ellison | - Lauralyn írta: Randall Garrett - Dog Day Evening írta: Spider Robinson - Time-Sharing Angel írta: James Tiptree, Jr. - Air Raid írta: John Varley |
| 1977 | Tricentennial írta: Joe Haldeman | - A Crowd of Shadows (Árnyékok között) írta: Charles L. Grant - I See You írta: Damon Knight - Custom Fitting írta: James White |
| 1976 | Catch That Zeppelin! (Érd el a Zeppelint!) írta: Fritz Leiber | - Doing Lennon (Legyek Lennon) írta: Gregory Benford - Rogue Tomato írta: Michael Bishop - Croatoan írta: Harlan Ellison - Sail the Tide of Mourning írta: Richard A. Lupoff - Child of All Ages írta: P. J. Plauger |
| 1975 | The Hole Man (A lyukember) írta: Larry Niven | - The Four-Hour Fugue írta: Alfred Bester - Cathadonian Odyssey írta: Michael Bishop - The Day Before the Revolution írta: Ursula K. Le Guin - Schwartz Between the Galaxies (Schwartz a galaxisok között) írta: Robert Silverberg |
| 1974 | The Ones Who Walk Away from Omelas (Akik elhagyják Omelast) írta: Ursula K. Le Guin                                                                                      | - With Morning Comes Mistfall írta: George R. R. Martin - Wings írta: Vonda N. McIntyre - Construction Shack írta: Clifford D. Simak |
| 1973 | (megosztva) - Eurema's Dam írta: R. A. Lafferty - The Meeting (A gyűlés) írta: Frederik Pohl és C. M. Kornbluth                                                          | - When It Changed írta: Joanna Russ - When We Went to See the End of the World (Amikor elmentünk a világ végét nézni) írta: Robert Silverberg - And I Awoke and Found Me Here on the Cold Hill's Side írta: James Tiptree, Jr. |
| 1972 | Inconstant Moon írta: Larry Niven | - All the Last Wars at Once írta: George Alec Effinger - Sky írta: R. A. Lafferty - Vaster than Empires and More Slow írta: Ursula K. Le Guin - The Autumn Land írta: Clifford D. Simak - The Bear with the Knot on His Tail írta: Stephen Tall |
| 1971 | Slow Sculpture írta: Theodore Sturgeon | - Brillo írta: Ben Bova és Harlan Ellison - Jean Duprès írta: Gordon R. Dickson - Continued on Next Rock írta: R. A. Lafferty - In the Queue írta: Keith Laumer |
| 1970 | Time Considered as a Helix of Semi-Precious Stones (Az idő mint féldrágakövek spirálja) írta: Samuel R. Delany                                                           | - Deeper than the Darkness írta: Gregory Benford - Winter's King írta: Ursula K. Le Guin - Not Long Before the End (Nem sokkal a vége előtt) írta: Larry Niven - Passengers (Utasok) írta: Robert Silverberg |
| 1969 | The Beast that Shouted Love at the Heart of the World írta: Harlan Ellison                                                                                               | - The Dance of the Changer and the Three (A Változó és a Hármak tánca) írta: Terry Carr - The Steiger Effect írta: Betsy Curtis - Masks írta: Damon Knight - All the Myriad Ways írta: Larry Niven |
| 1968 | I Have No Mouth, and I Must Scream (Szája sincsen, úgy üvölt) írta: Harlan Ellison                                                                                       | - Aye, and Gomorrah… (Aye és Gomorrah) írta: Samuel R. Delany - The Jigsaw Man (Az ember, aki nem akart kirakós játék lenni) írta: Larry Niven |
| 1967 | Neutron Star (Neutroncsillag) írta: Larry Niven | - Man In His Time írta: Brian W. Aldiss - Delusions for a Dragon Slayer írta: Harlan Ellison - Rat Race írta: Raymond F. Jones - The Secret Place írta: Richard McKenna - Mr. Jester írta: Fred Saberhagen - Light of Other Days (Régmúlt napok fénye) írta: Bob Shaw - Comes Now the Power írta: Roger Zelazny |
| 1966 | "Repent, Harlequin!" Said the Ticktockman ("Vezekelj, Harlekin!" – szólt a Tiktak-ember) írta: Harlan Ellison                                                            | - Marque and Reprisal írta: Poul Anderson - Day of the Great Shout írta: Philip José Farmer - Stardock írta: Fritz Leiber - The Doors of His Face, The Lamps of His Mouth (Amikor fejének roppant kapuja kitárul…) írta: Roger Zelazny |
| 1965 | Soldier, Ask Not írta: Gordon R. Dickson | - Once a Cop írta: Rick Raphael - Little Dog Gone írta: Robert F. Young |
| 1964 | No Truce with Kings írta: Poul Anderson | - Savage Pellucidar írta: Edgar Rice Burroughs - Code Three írta: Rick Raphael - A Rose for Ecclesiastes (A Mars rózsája) írta: Roger Zelazny |
| 1963 | The Dragon Masters (Sárkányurak) írta: Jack Vance | - Myrrha írta: Gary Jennings - The Unholy Grail (A profán grál) írta: Fritz Leiber - When You Care, When You Love (Ha aggódsz, ha szeretsz…) írta: Theodore Sturgeon - Where Is the Bird of Fire? írta: Thomas Burnett Swann |
| 1962 | Hothouse (Földburok) írta: Brian W. Aldiss | - Monument írta: Lloyd Biggle, Jr. - Scylla's Daughter írta: Fritz Leiber - Status Quo írta: Mack Reynolds - Lion Loose írta: James H. Schmitz |
| 1961 | The Longest Voyage (A leghosszabb utazás) írta: Poul Anderson | - The Lost Kafoozalum írta: Pauline Ashwell - Open to Me, My Sister írta: Philip José Farmer - Need írta: Theodore Sturgeon |
| 1960 | Flowers for Algernon (Virágot Algernonnak) írta: Daniel Keyes | - The Pi Man írta: Alfred Bester - The Alley Man írta: Philip José Farmer - The Man Who Lost the Sea (Az ember, aki elveszítette a tengert) írta: Theodore Sturgeon - Cat and Mouse írta: Ralph Williams |
| 1959 | That Hell-Bound Train (A pokolba tartó vonat) írta: Robert Bloch | - They've Been Working On… írta: Anton Lee Baker - The Men Who Murdered Mohammed (Mohamed gyilkosai) írta: Alfred Bester - Triggerman írta: J. F. Bone - The Edge of the Sea írta: Algis Budrys - The Advent on Channel Twelve írta: C. M. Kornbluth - Theory of Rocketry írta: C. M. Kornbluth - Rump-Titty-Titty-Tum-Tah-Tee írta: Fritz Leiber - Space to Swing a Cat írta: Stanley Mullen - Nine Yards of Other Cloth írta: Manly Wade Wellman |
| 1958 | Or All the Seas with Oysters (Ha a tengernek minden osztrigája…) írta: Avram Davidson                                                                                    | Or All the Seas with Oysters (Ha a tengernek minden osztrigája…) írta: Avram Davidson |
| 1957 | nem osztották ki | nem osztották ki |
| 1956 | The Star (A csillag) írta: Arthur C. Clarke | The Star (A csillag) írta: Arthur C. Clarke |
| 1955 | Allamagoosa (Halandzsa) írta: Eric Frank Russell | Allamagoosa (Halandzsa) írta: Eric Frank Russell |

### Retro Hugo-díjak
| ÉV                    | Győztes                                                                          | Többi jelölt |
| --------------------- | -------------------------------------------------------------------------------- | --- |
| 1954 (díjazva: 2004)  | The Nine Billion Names of God (Isten kilencmilliárd neve) írta: Arthur C. Clarke | - Star Light, Star Bright írta: Alfred Bester - It's a Good Life (Élni jó) írta: Jerome Bixby - Seventh Victim írta: Robert Sheckley - A Saucer of Loneliness (A magány csészealja) írta: Theodore Sturgeon                                                         |
| 1951 ( díjazva: 2001) | To Serve Man (Embert szolgálni) írta: Damon Knight                               | - The Gnurrs Come from the Voodvork Out írta: Reginald Bretnor - A Subway Named Mobius (A Möbius-metró) írta: A. J. Deutsch - Coming Attraction (Bolond világ) írta: Fritz Leiber - Born of Man and Woman (Férfitól és asszonytól született) írta: Richard Matheson |
| 1946 ( díjazva: 1996) | Uncommon Sense (Többet ésszel) írta: Hal Clement                                 | - The Waveries írta: Fredric Brown - Correspondence Course írta: Raymond F. Jones - The Ethical Equations írta: Murray Leinster - What You Need (Amire szükségük van) írta: Lewis Padgett                                                                           |

## Lásd még
- Nebula-díjas kisnovellák

## Fordítás
- Ez a szócikk részben vagy egészben  a   Hugo_Award_for_Best_Short_Story című angol Wikipédia-szócikk fordításán alapul.  Az eredeti cikk szerkesztőit annak laptörténete sorolja fel. Ez a jelzés csupán a megfogalmazás eredetét és a szerzői jogokat jelzi, nem szolgál a cikkben szereplő információk forrásmegjelöléseként.